# Пол Нърс
 Сър Пол Максим Нърс (на английски: Sir Paul M. Nurse) е британски генетик и клетъчен биолог.
Нърс е роден на 25 януари 1949 в Норуич, Обединеното кралство. През 2001 г. заедно с Лилънд Хартуел и Тим Хънт получава Нобелова награда за физиология или медицина за откритията на циклините и циклин-зависимите кинази, като централни регулатори на клетъчния цикъл. През 2005 г. получава Коплиев медал на Британското кралско научно дружество.